# آلن نیوول
آلن نیوول (به انگلیسی: Allen Newell) (زاده ۱۹ مارس، ۱۹۲۷ - درگذشته ۱۹ ژوئیه، ۱۹۹۲ (میلادی)) محقق آمریکایی بود که در زمینهٔ علم رایانه و روانشناسی شناختی در شرکت آرای‌اِن‌دی و دانشکده علوم کامپیوتر فعالیت داشت. او با کمک هربرت الکساندر سیمون و کلیف شاو، توانست زبان پردازش اطلاعات را در مؤسسه علم و فن کارنگی و شرکت آرای‌اِن‌دی طراحی کند. (۱۹۵۶) آلن نیوول در سال ۱۹۷۵ به همراه هربرت الکساندر سیمون برای کمک‌های اساسی که در زمینهٔ هوش مصنوعی و روانشناسی شناختی کرده بودند، جایزه تورینگ را دریافت کردند.